# Lonquimay (Argentine)
Pour les articles homonymes, voir Lonquimay.
Lonquimay est une localité rurale argentine située dans le département de Catriló, dans la province de La Pampa. Sa zone rurale s'étend également sur le département de Quemú Quemú.

## Démographie
La localité compte 1 680 habitants (Indec, 2010), soit une augmentation de 7,8 % par rapport au précédent recensement de 2001 qui comptait 1 558 habitants.